# Pyramica crassicornis
Pyramica crassicornis är en myrart som först beskrevs av Mayr 1887.  Pyramica crassicornis ingår i släktet Pyramica och familjen myror. Inga underarter finns listade i Catalogue of Life.

## Bildgalleri

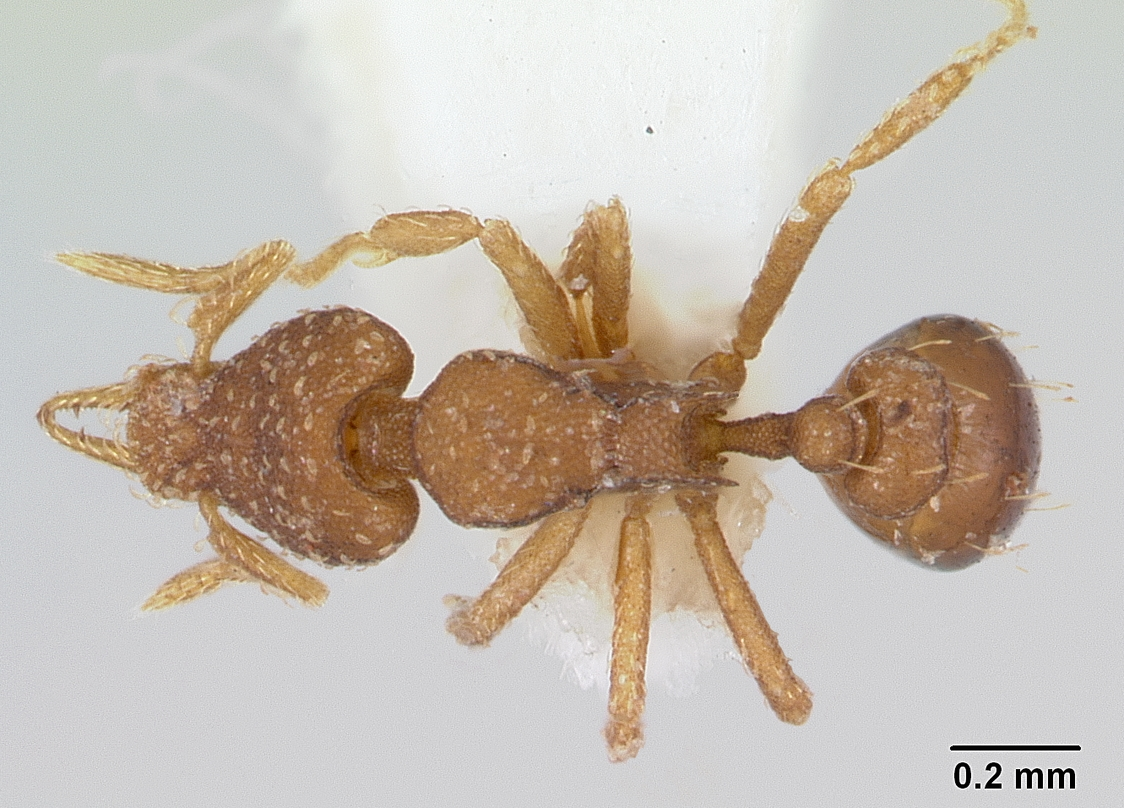
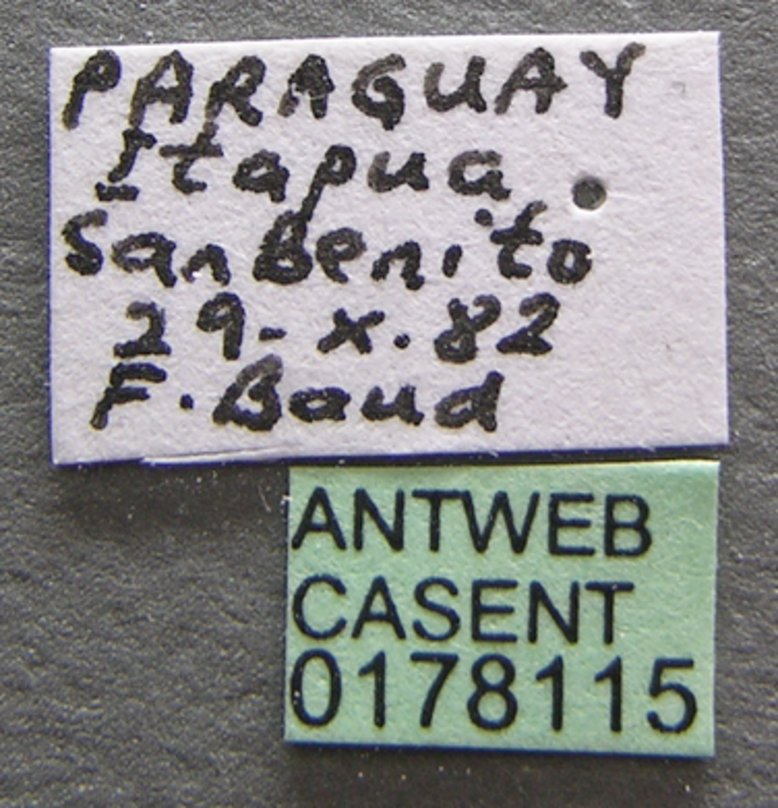